# Bellnhausen (Gladenbach)
Bellnhausen ist ein Dorf im Hessischen Hinterland und als solches ein Stadtteil der Stadt Gladenbach im mittelhessischen Landkreis Marburg-Biedenkopf.

## Geographie
Der Ort liegt im Gladenbacher Bergland und damit im Naturpark Lahn-Dill-Bergland an der Allna. Durch den Ort verläuft die Landesstraße 3288, im Süden führt die Bundesstraße 453 an Bellnhausen vorbei.
Ein gleichnamiger Ortsteil der Gemeinde Fronhausen liegt nicht weit entfernt.

## Geschichte

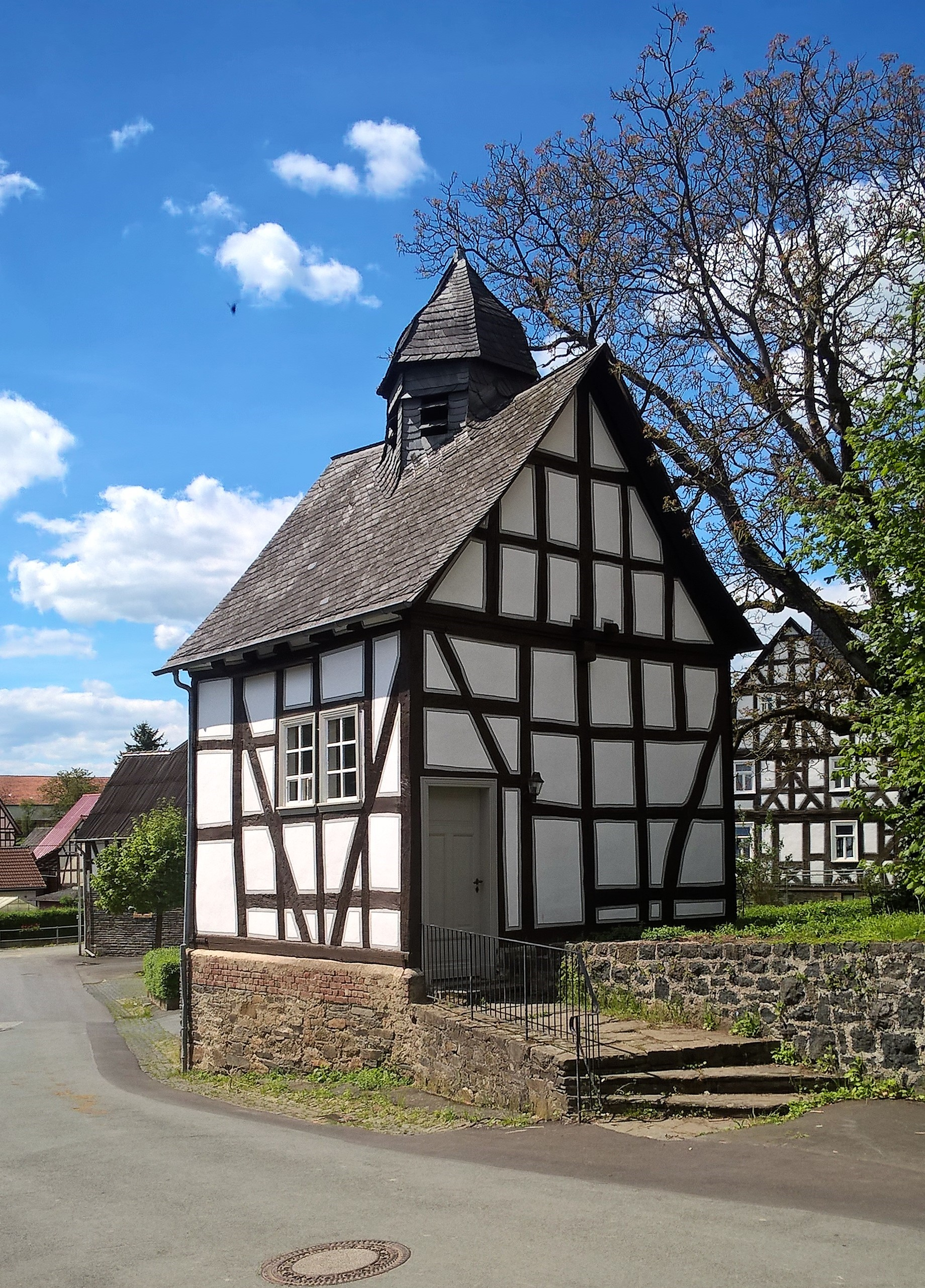
Kirche

### Ortsgeschichte
Die älteste bekannte schriftliche Erwähnung von Bellnhausen erfolgte unter dem Namen Bedelinhusen im Jahr 1296.
Weitere Erwähnungen erfolgen unter den Ortsnamen (in Klammern das Jahr der Erwähnung):
Bedelinhusen (1296), Badelogehusen (1308), Bedelnhussen (1344), Bedilhusen (1369), Beidillinhusen, Bedelingehusen (1423) und Bedelnhussen (1502).
Die Statistisch-topographisch-historische Beschreibung des Großherzogthums Hessen berichtet 1830 über Bellnhausen:

„Bellnhausen (L. Bez. Gladenbach) evangel. Filialdorf; dieser wohlhabende Ort liegt an der Alnau 3⁄4St. von Gladenbach, und besteht aus 18 Häusern mit 114 evangelischen Einwohnern. Bellnhausen hieß früher Bedelnhussin und es soll vor Zeiten hier Vitriol gesotten worden seyn.“

Grube Ludwigshoffnung II
Das Dorf Bellnhausen führt einen Hammer im Wappen und bezeugt damit die Existenz eines ehemals bedeutsamen und historisch verbrieften Bergbaus. Schon 1697 wurde ein „Vitriol-Bergwerk“ erwähnt: blaues Kupfersulfat - CuSO4 · 5 H2O, (das Mineral Chalkanthit). Die Fachwelt vermutet, dass dieses Bergwerk identisch ist mit dem späteren Kupferbergwerk.

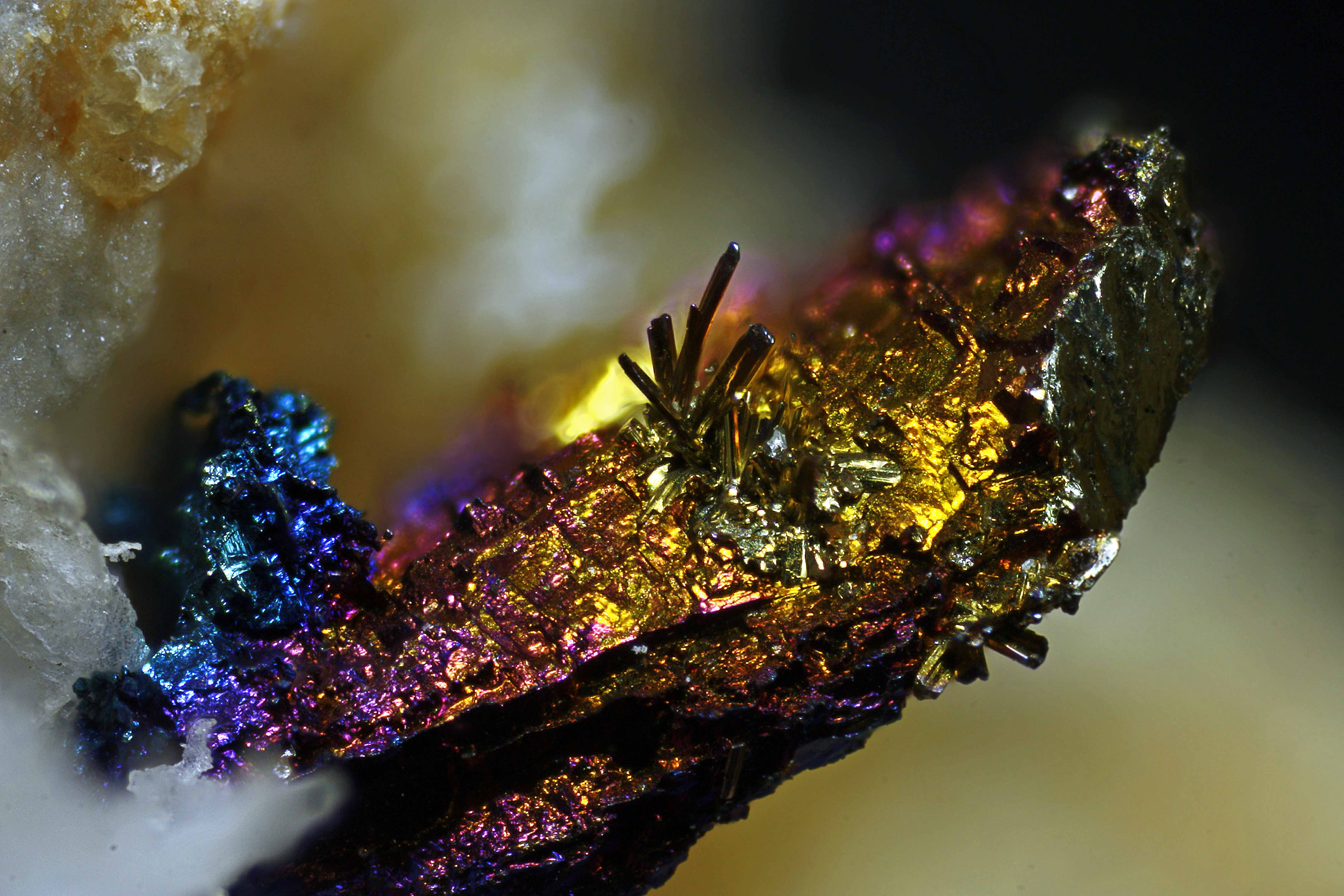
Millerit_09_BB 3mm aus dem Haldenkörper des ehem. Abbaufeldes der Grube Ludwigshoffnung II von Tom Weisel (Giessen)

Am 7. und 8. April 1843 erfolgten nachweislich der Auszüge der Grubenakte die ersten Schürfarbeiten im Auftrag der „Thalitterschen Bergwerksverwaltung“, um im Bereich „Auf dem Leimküppel“ eine „Muthung“ vorzunehmen, die zur Verleihung eines Grubenfeldes für Professor von Klipstein zu Gießen nötig war. Der Gießener Mineraloge August von Klipstein hatte nickelerzführende Diabase am Bundenberg bei Buchenau, an der Ruine Blankenstein bei Gladenbach, bei Sinkershausen und vor allem am Beinköppel bei Bellnhausen untersucht. Ihm wurde zur Belehnung einer Muthung am 9. Juni 1845 die erste Urkunde für die Grube Ludwigshoffnung durch König Ludwig den Zweiten von Gottes Gnaden, Großherzog von Kurhessen und bei Rhein die Schürfrechte verliehen auf Schwefel, Schwefelkies, Kupfer und Nickel. Gemeinsam mit den Gewerken F. Moldenhauer (Kassel), P. Breidenstein und Hüttenbesitzer Kilian (Wilhelmshütte) begann er mit Schürfarbeiten und wurde in unerwarteter Weise fündig; „am Rande von Bellnhausen fand er einen reich vererzten Diabas, der in Abbau genommen werden konnte“. Gemeinsam mit den Gruben Helzenbach und Germershecke wurde ab 1840 Nickelerz abgebaut. Die Grube Ludwigshoffnung wurde als die „schwunghafteste im gesamten Hinterland“ bezeichnet. Dieses wurde von 1849 mit Unterbrechungen bis etwa 1887 in der Aurorahütte in Erdhausen verarbeitet. Um 1875 wurden im Nickelwerk der Aurorhütte täglich 2 Tonnen Erz benötigt. Das nach Erdhausen zur Aurorhütte gebrachte Erz enthielt durchschnittlich 3,5 % Nickel. Unter der Gewerkschaft „Aurora“ arbeiteten von 1850 bis 1853 anfangs 200, dann rund 50 Bergleute auf der Grube Ludwigshoffnung in Bellnhausen. Weitere 50 Arbeiter waren mit der Erzabfuhr und als Hüttenleute auf der neu gegründeten Aurorahütte in Erdhausen tätig. Diese Hütte war eine ehemalige Mühle, deren Besitzer die hochverschuldete „Urbansmühle“ verlassen hatte und in die USA ausgewandert war. Angesichts der reichen Erzfunde war diese Mühle 1849 durch ein Konsortium unter Vorsitz des Kasseler Oberbergrats Schwarzenberg zu einer Nickelhütte umgebaut worden. Der potente Betrieb der Grube Ludwigshoffnung begründete die Errichtung der Nickelhütte. In einem Befahrungsbericht aus der Blütezeit des Bellnhäuser Bergbaus heißt es: „Auch konnte ich mich nur einverstanden erklären mit der beabsichtigten Art des ferneren Abbaus wie Betriebs“.
1873 hatte B. Bennekemper (Dortmund) die Grube in Bellnhausen erworben und ließ Steiger Mankel die alten Baue wieder instand setzen. Kurz vor Weihnachten 1876 entdeckte man bei Sucharbeiten einen weiteren erzführenden Diabas. Doch auch diese Entdeckung konnte den Abbau nicht wiederbeleben. Nur 1300 t Erz wurden von 1874 bis 1880 gefördert. Nach 1885 wurde es still um die Grube. Kaufinteressenten wurden durch die Höhe der Schulden und Steuerrückstände abgeschreckt. Bei den meisten Geldgebern reichte es nur zur Wiederaufwältigung einzelner Baue oder Aufbereitung von Haldenerzen.
Auch suchte man in der Umgebung von Bellnhausen ähnliche Erze und legte Mutungen auf nickelerzführende Diabase im ganzen Hinterland ein, so in Günterrod, Hartenrod, Bottenhorn, Diedenshausen, Runzhausen und Gladenbach. Doch nur am Blankenstein, westlich von Gladenbach, kam es zu einem kurzen Versuchsbetrieb. Mehrfach wird über Betrügereien bei dieser Nickelsuche berichtet; es wird berichtet: „als sich die erschürften Diabase als nickelfrei erwiesen, bettete man vor der Fundbesichtigung Nickelerzbrocken auf der Sohle des Schurfes ein. Anschließend versuchten Betrüger, die gemuteten Grubenfelder, z. B. die „Ludwigslust“ bei Diedenshausen, zu verkaufen“.

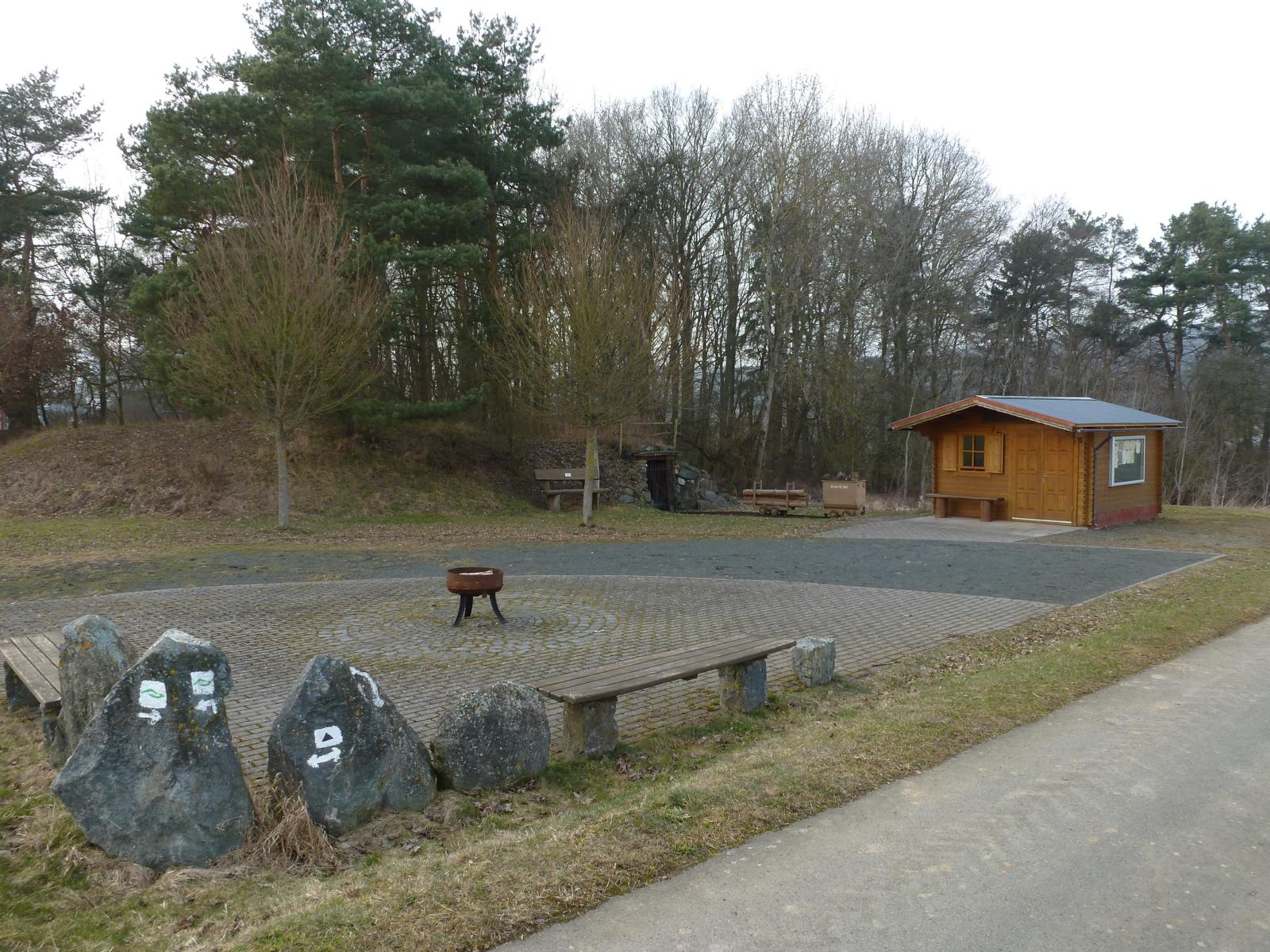
Denkmal-Areal im ehem. Grubengelände

Als im Ersten Weltkrieg der Nickelbedarf stieg, erwarben die Dillinger Hüttenwerke (Saarland) die verlassene Grube in Bellnhausen. Ebenso begann sie mit der erneuten Untersuchung der übrigen Nickelerzmuthungen, deren völlige Wertlosigkeit sich schnell herausstellte. Da das Haldenmaterial und das „Ganggebirge“ in der Umgebung der Grube „Ludwigshoffnung“ interessante Erzgehalte von 0,35–1,33 % Nickel (Ni), 0,24–2,39 % Kupfer (Cu), 6–12 % Schwefel (S) und 16,5 % Eisen (Fe) aufwies, entschloss man sich zu erneuten bergmännischen Arbeiten. Man glaubte, dass die Erze an einen Quarzit gebunden seien. Da sich dieser überall als erzfrei erwies, stellte man den Betrieb wieder ein. Im Jahre 1917 versuchte die Firma Friedrich Krupp, den Bergbau wieder aufzunehmen. Dieses Mal suchte man die Nickelerze in „Quergängen und Klüftungen mit Kupfererzspuren“. Diese Klüfte waren in großer Zahl vorhanden; über 140 m Strecke wurden neu getrieben, ein 40 Meter tiefer Schacht abgeteuft. Nachdem man bei all diesen kostspieligen Untersuchungen viel Geld ausgegeben, aber auch keine Spur von Nickelerz gefunden hatte, wurde die Grube am 9. August 1918 stillgelegt. Zuletzt hatte der Betrieb unter persönlichen Differenzen innerhalb der Grubenleitung gelitten.
Im Verlaufe des Dorferneuerungsprogramms gründete sich im Jahre 2004 ein Grubenverein, der es sich satzungsgemäß zur Aufgabe gemacht hat, die Erinnerung an die Bergbauaktivitäten aufrechtzuerhalten. Grundlage ist die Grubenakte aus dem ehemaligen Bergamt in Kassel. Im ehemaligen Grubengelände der Grube Ludwigshoffnung wurde ein Stollenmundloch errichtet sowie eine Gleisanlage mit einer Kipplore und einem Materialwagen. An der „Grubenhütte“ sind Schaukästen angebracht, in denen sowohl Auszüge aus der Grubenakte mit „Übersetzungen in heute lesbarer Schrift“ als auch bergbauspezifische Werkzeuge und Mineralien gezeigt werden.
Hessische Gebietsreform (1970–1977)
Zum 1. Juli 1974 erfolgte im Zuge der Gebietsreform in Hessen durch Landesgesetz der Zusammenschluss der Stadt Gladenbach mit den Gemeinden Bellnhausen, Diedenshausen, Erdhausen, Friebertshausen, Frohnhausen b. Gladenbach, Kehlnbach, Mornshausen a. S., Rachelshausen, Römershausen, Rüchenbach, Sinkershausen, Weidenhausen und Weitershausen zu heutigen Stadt Gladenbach. Für alle ehemals eigenständigen Gemeinden und die Kernstadt Gladenbach wurden Ortsbezirke mit Ortsbeirat und Ortsvorsteher nach der Hessischen Gemeindeordnung gebildet.

### Verwaltungsgeschichte im Überblick
Die folgende Liste zeigt die Staaten und Verwaltungseinheiten, denen Bellnhausen angehört(e):
- vor 1567: Heiliges Römisches Reich, Landgrafschaft Hessen, Amt Blankenstein, Untergericht Gladenbach
- ab 1567: Heiliges Römisches Reich, Landgrafschaft Hessen-Marburg, Amt Blankenstein, Untergericht Gladenbach[10]
- 1604–1648: strittig zwischen Hessen-Kassel und Hessen-Darmstadt (Hessenkrieg)
- ab 1604: Heiliges Römisches Reich, Landgrafschaft Hessen-Kassel, Amt Blankenstein
- ab 1627: Heiliges Römisches Reich, Landgrafschaft Hessen-Darmstadt, Oberfürstentum Hessen, Amt Blankenstein, Untergericht Gladenbach[11][12]
- ab 1806: Großherzogtum Hessen, Fürstentum Oberhessen, Amt Blankenstein, Land- und Rügengericht[13]
- ab 1815: Großherzogtum Hessen, Provinz Oberhessen, Amt Blankenstein
- ab 1821: Großherzogtum Hessen, Provinz Oberhessen, Landratsbezirk Gladenbach[Anm. 2]
- ab 1832: Großherzogtum Hessen, Provinz Oberhessen, Kreis Biedenkopf
- ab 1848: Großherzogtum Hessen, Regierungsbezirk Biedenkopf
- ab 1852: Deutscher Bund, Großherzogtum Hessen, Provinz Oberhessen, Kreis Biedenkopf
- ab 1867: Norddeutscher Bund[Anm. 3], Königreich Preußen, Provinz Hessen-Nassau,  Regierungsbezirk Wiesbaden, Kreis Biedenkopf (übergangsweise Hinterlandkreis)[12]
- ab 1871: Deutsches Reich, Königreich Preußen, Provinz Hessen-Nassau, Regierungsbezirk Wiesbaden, Kreis Biedenkopf
- ab 1918: Deutsches Reich (Weimarer Republik), Freistaat Preußen, Provinz Hessen-Nassau, Regierungsbezirk Wiesbaden, Kreis Biedenkopf
- ab 1932: Deutsches Reich, Freistaat Preußen, Provinz Hessen-Nassau, Regierungsbezirk Wiesbaden, Landkreis Dillenburg
- ab 1933: Deutsches Reich, Freistaat Preußen, Provinz Hessen-Nassau, Regierungsbezirk Wiesbaden, Landkreis Biedenkopf
- ab 1944: Deutsches Reich, Freistaat Preußen, Provinz Nassau, Landkreis Biedenkopf
- ab 1946: Amerikanische Besatzungszone, Hessen, Regierungsbezirk Wiesbaden, Landkreis Biedenkopf
- ab 1949: Bundesrepublik Deutschland, Hessen, Regierungsbezirk Wiesbaden, Landkreis Biedenkopf
- ab 1968: Bundesrepublik Deutschland, Hessen, Regierungsbezirk Darmstadt, Kreis Biedenkopf
- ab 1974: Bundesrepublik Deutschland, Hessen, Regierungsbezirk Kassel, Landkreis Marburg-Biedenkopf, Gemeinde Gladenbach[Anm. 4]
- ab 1981: Bundesrepublik Deutschland, Hessen, Regierungsbezirk Gießen, Landkreis Marburg-Biedenkopf, Gemeinde Gladenbach

### Gerichte seit 1821
Die Rechtsprechung ging im Jahr 1821 im Rahmen der Trennung von Justiz und Verwaltung auf die neu geschaffenen Landgerichte über. „Landgericht Gladenbach“ war von 1821 bis zur Abtretung an Preußen im Jahr 1866 die Bezeichnung für das erstinstanzliche Gericht in Gladenbach. Für die Provinz Oberhessen wurde das Hofgericht Gießen als Gericht der zweiten Instanz eingerichtet. Übergeordnet war das Oberappellationsgericht Darmstadt.
Nach der Abtretung des Kreises Biedenkopf an Preußen infolge des Friedensvertrags vom 3. September 1866 zwischen dem Großherzogtum Hessen und dem Königreich Preußen wurde der Landgerichtsbezirk Gladenbach preußisch. Eine königliche Verordnung vom Juni 1867 regelte die Gerichtsverfassung im vormaligen Herzogtum Nassau und in den vormals zum Großherzogtum Hessen gehörenden Gebietsteilen neu. Die bisherigen Gerichtsbehörden wurden aufgehoben und durch Amtsgerichte in erster, Kreisgerichte in zweiter und ein Appellationsgericht in dritter Instanz ersetzt. Am 1. September 1867 wurde das Landgericht in Amtsgericht Gladenbach umbenannt. Die Gerichte der übergeordneten Instanzen waren das Kreisgericht Dillenburg und das Appellationsgericht Wiesbaden.
Vom 1. Oktober 1944 bis 1. Januar 1949 gehörte das Amtsgericht Gladenbach zum Landgerichtsbezirk Limburg, danach aber wieder zum Landgerichtsbezirk Marburg. Am 1. Juli 1968 erfolgte die Aufhebung des Amtsgerichts Gladenbach, das fortan Zweigstelle des Amtsgerichts Biedenkopf war. Am 1. November 2003 wurde diese Zweigstelle schließlich aufgelöst.

### Einwohnerentwicklung

#### Einwohnerstruktur
Nach den Erhebungen des Zensus 2011 lebten am Stichtag, dem 9. Mai 2011, in Bellnhausen 198 Einwohner. Darunter waren 3 (= 1,5 %) Ausländer.
Nach dem Lebensalter waren 39 Einwohner unter 18 Jahren, 84 zwischen 18 und 49, 36 zwischen 50 und 64 und 39 Einwohner waren älter.
Die Einwohner lebten in 72 Haushalten. Davon waren 15 Singlehaushalte, 21 Paare ohne Kinder und 30 Paare mit Kindern, sowie 9 Alleinerziehende und keine Wohngemeinschaften. In 18 Haushalten lebten ausschließlich Senioren/-innen und in 45 Haushaltungen leben keine Senioren/-innen.

#### Einwohnerzahlen
| Quelle: | Historisches Ortslexikon                                                   |
| • 1502: | 008 Männer                                                                 |
| • 1577: | 012 Hausgesesse                                                            |
| • 1577: | 012 Hausgesesse                                                            |
| • 1630: | 011 Untertanen (2 dreispännige, 3 zweispännige Ackerleute, 3 Einläuftige). |
| • 1742: | 026 Haushalte                                                              |
| • 1791: | 109 Einwohner                                                              |
| • 1800: | 109 Einwohner                                                              |
| • 1806: | 105 Einwohner, 17 Häuser                                                   |
| • 1829: | 114 Einwohner, 18 Häuser                                                   |

| Bellnhausen: Einwohnerzahlen von 1791 bis 2020 | Bellnhausen: Einwohnerzahlen von 1791 bis 2020 | Bellnhausen: Einwohnerzahlen von 1791 bis 2020 | Bellnhausen: Einwohnerzahlen von 1791 bis 2020 | Bellnhausen: Einwohnerzahlen von 1791 bis 2020 |
| --- | ---------------------------------------------- | ---------------------------------------------- | ---------------------------------------------- | ---------------------------------------------- |
| Jahr |                                                |                                                |                                                | Einwohner                                      |
| 1791 | 1791                                           |                                                | 109                                            | 109                                            |
| 1800 | 1800                                           |                                                | 109                                            | 109                                            |
| 1806 | 1806                                           |                                                | 105                                            | 105                                            |
| 1829 | 1829                                           |                                                | 114                                            | 114                                            |
| 1834 | 1834                                           |                                                | 110                                            | 110                                            |
| 1840 | 1840                                           |                                                | 131                                            | 131                                            |
| 1846 | 1846                                           |                                                | 154                                            | 154                                            |
| 1852 | 1852                                           |                                                | 138                                            | 138                                            |
| 1858 | 1858                                           |                                                | 143                                            | 143                                            |
| 1864 | 1864                                           |                                                | 125                                            | 125                                            |
| 1871 | 1871                                           |                                                | 115                                            | 115                                            |
| 1875 | 1875                                           |                                                | 124                                            | 124                                            |
| 1885 | 1885                                           |                                                | 123                                            | 123                                            |
| 1895 | 1895                                           |                                                | 129                                            | 129                                            |
| 1905 | 1905                                           |                                                | 144                                            | 144                                            |
| 1910 | 1910                                           |                                                | 157                                            | 157                                            |
| 1925 | 1925                                           |                                                | 139                                            | 139                                            |
| 1939 | 1939                                           |                                                | 147                                            | 147                                            |
| 1946 | 1946                                           |                                                | 209                                            | 209                                            |
| 1950 | 1950                                           |                                                | 214                                            | 214                                            |
| 1956 | 1956                                           |                                                | 202                                            | 202                                            |
| 1961 | 1961                                           |                                                | 201                                            | 201                                            |
| 1967 | 1967                                           |                                                | 204                                            | 204                                            |
| 1980 | 1980                                           |                                                | ?                                              | ?                                              |
| 1990 | 1990                                           |                                                | ?                                              | ?                                              |
| 2000 | 2000                                           |                                                | ?                                              | ?                                              |
| 2004 | 2004                                           |                                                | 195                                            | 195                                            |
| 2011 | 2011                                           |                                                | 198                                            | 198                                            |
| 2015 | 2015                                           |                                                | 183                                            | 183                                            |
| 2020 | 2020                                           |                                                | 184                                            | 184                                            |
| Datenquelle: Historisches Gemeindeverzeichnis für Hessen: Die Bevölkerung der Gemeinden 1834 bis 1967. Wiesbaden: Hessisches Statistisches Landesamt, 1968. Weitere Quellen: LAGIS:; Ab 2000 Stadt Gladenbach (webarchiv); Zensus 2011 |                                                |                                                |                                                |                                                |

#### Religionszugehörigkeit
| Quelle: | Historisches Ortslexikon                                                   |
| • 1829: | 114 evangelische Einwohner                                                 |
| • 1885: | 119 evangelische, keine katholischen, vier Christen anderer Konfession     |
| • 1961: | 167 evangelische (= 83,08 %), 31 römisch-katholische (= 15,42 %) Einwohner |

#### Erwerbstätigkeit
| Quelle: | Historisches Ortslexikon |
| • 1867: | Erwerbspersonen: 69 Landwirtschaft.                                                                                               |
| • 1961: | Erwerbspersonen: 57 Land- und Forstwirtschaft, 31 produzierendes Gewerbe, 4 Handel und Verkehr, 4 Dienstleistungen und sonstiges. |